# 경주 약수계곡 마애입불상
경주 약수계곡 마애입불상(慶州 藥水溪谷 磨崖立佛像)은 대한민국 경상북도 경주시 내남면 용장리에 있는 마애불이다. 1979년 1월 25일 경상북도의 유형문화재 제114호로 지정되었다.

## 개요
경주 금오산 정상에서 서쪽으로 바로 쏟아져 내린 골짜기를 산호곡 또는 약수계곡이라 한다. 이 계곡의 바위면에 높이가 8.6m나 되는 거대한 불상이 새겨져 있는데, 현재는 머리 부분이 없어지고 어깨 아래 부분만 남아 있다. 머리는 따로 만들어 붙인 듯 목부분에 머리를 고정시켰던 구멍이 뚫려 있다.
바위면의 양 옆을 30㎝ 이상 파내어 불상이 매우 도드라지게 보이며, 손이나 옷주름 표현에서도 10㎝ 정도로 깊게 돋을새김하여 입체감이 뛰어나다. 왼손은 굽혀 가슴에 대고 오른손은 내려서 허리 부분에 두었는데, 모두 엄지, 검지, 약지를 맞대고 있다.
옷은 양 어깨에 걸쳐 입고 입으며, 옷자락이 어깨의 좌우로 길게 늘어져 여러 줄의 평행 주름을 만들고 있다. 가슴 부분에는 부드러운 U자형 주름이 무릎 가까이까지 촘촘하게 조각되었으며, 다시 그 아래로 치마와 같은 수직의 옷주름이 표현되어 있다. 이와 같이 신체를 감싼 옷주름은 규칙적인 평행선이어서 다소 단조롭고 도식적이기는 하지만 선이 분명하여 힘이 있으면서도 유려하다.
이러한 옷주름은 월성 골굴암마애여래좌상(보물 제581호)이나 도피안사 철조비로자나불좌상(국보 제63호) 등 9세기 후반의 불상에서 유행하던 것으로, 불상의 형태와 함께 제작시기를 짐작할 수 있게 해준다.

## 참고 문헌
- 경주약수계곡마애입불상 - 국가유산청 국가유산포털